# Steuernummer
Die Steuernummer (Abkürzung: St.-Nr.) ist eine vom Finanzamt an jede steuerpflichtige natürliche oder juristische Person vergebene natürliche Zahl, unter der die Person beim Finanzamt geführt wird. Die Nummer ist eindeutig einer steuerpflichtigen Person zugeordnet. Für alle Verwaltungsvorgänge innerhalb der Steuerbehörden ist die Steuernummer von zentraler Bedeutung. Für viele Steuerarten gibt es eigene, unterschiedliche Steuernummern.

## Deutschland

### Übersicht
Die Steuernummer ist in Deutschland eine Kennziffer, die von der Steuerverwaltung für natürliche Personen und für juristische Personen genutzt wird. Die Verwendung von Steuernummern ist etwa in § 8 der „Buchungsordnung für Finanzämter“ (BuchO) vorgesehen. Die Steuernummer ändert sich, wenn durch Umzug ein anderes Finanzamt zuständig ist.
Neben der Steuernummer gibt es folgende Identifikatoren oder Identifikationsmerkmale (§ 139a Absatz 1, Satz 1 Abgabenordnung):
- die Steuer-Identifikationsnummer wurde für natürliche Personen (§ 139b Abgabenordnung) ab 2008 bundeseinheitlich zusätzlich eingeführt und wird zentral vergeben.
- die Wirtschafts-Identifikationsnummer für wirtschaftlich tätige natürliche oder juristische Personen sowie Personenvereinigungen (§ 139c Abgabenordnung) wird vom zuständigen Finanzamt vergeben.
- die Umsatzsteuer-Identifikationsnummer für Unternehmer im Sinne des Umsatzsteuergesetzes (EU-weit eingeführt).

### Aufbau der Steuernummer
Die Steuernummern – ausgenommen die Steuer-Identifikationsnummer – setzen sich je nach Bundesland unterschiedlich zusammen. Für die Abgabe elektronischer Steuererklärungen nach dem ELSTER-Verfahren wurde ein neues bundeseinheitliches Schema entwickelt. Die einzelnen Schemata sind im Folgenden aufgeführt:
| Bundesland             | Standardschema der Länder         | Vereinheitlichtes Bundesschema (12-stellige Steuernummer) | Vereinheitlichtes Bundesschema zur elektronischen Übermittlung (13-stellige Steuernummer) |
| ---------------------- | --------------------------------- | --------------------------------------------------------- | ----------------------------------------------------------------------------------------- |
| Baden-Württemberg      | FF/BBB/UUUUP z. B. 93/815/08152   | 28FFBBBUUUUP z. B. 289381508152                           | 28FF0BBBUUUUP z. B. 2893081508152                                                         |
| Bayern                 | FFF/BBB/UUUUP z. B. 181/815/08155 | 9FFFBBBUUUUP z. B. 918181508155                           | 9FFF0BBBUUUUP z. B. 9181081508155                                                         |
| Berlin                 | FF/BBB/UUUUP z. B. 21/815/08150   | 11FFBBBUUUUP z. B. 112181508150                           | 11FF0BBBUUUUP z. B. 1121081508150                                                         |
| Brandenburg            | FFF/BBB/UUUUP z. B. 048/815/08155 | 3FFFBBBUUUUP z. B. 304881508155                           | 3FFF0BBBUUUUP z. B. 3048081508155                                                         |
| Bremen                 | FF/BBB/UUUUP z. B. 75/815/08152   | 24FFBBBUUUUP z. B. 247581508152                           | 24FF0BBBUUUUP z. B. 2475081508152                                                         |
| Hamburg                | FF/BBB/UUUUP z. B. 02/815/08156   | 22FFBBBUUUUP z. B. 220281508156                           | 22FF0BBBUUUUP z. B. 2202081508156                                                         |
| Hessen                 | 0FF/BBB/UUUUP z. B. 013/815/08153 | 26FFBBBUUUUP z. B. 261381508153                           | 26FF0BBBUUUUP z. B. 2613081508153                                                         |
| Mecklenburg-Vorpommern | FFF/BBB/UUUUP z. B. 79/815/08151  | 4FFFBBBUUUUP z. B. 407981508151                           | 4FFF0BBBUUUUP z. B. 4079081508151                                                         |
| Niedersachsen          | FF/BBB/UUUUP z. B. 24/815/08151   | 23FFBBBUUUUP z. B. 232481508151                           | 23FF0BBBUUUUP z. B. 2324081508151                                                         |
| Nordrhein-Westfalen    | FFF/BBBB/UUUP z. B. 133/8150/8159 | 5FFFBBBBUUUP z. B. 513381508159                           | 5FFF0BBBBUUUP z. B. 5133081508159                                                         |
| Rheinland-Pfalz        | FF/BBB/UUUUP z. B. 22/815/08154   | 27FFBBBUUUUP z. B. 272281508154                           | 27FF0BBBUUUUP z. B. 2722081508154                                                         |
| Saarland               | FFF/BBB/UUUUP z. B. 10/815/08182  | 1FFFBBBUUUUP z. B. 101081508182                           | 1FFF0BBBUUUUP z. B. 1010081508182                                                         |
| Sachsen                | FFF/BBB/UUUUP z. B. 201/123/12340 | 3FFFBBBUUUUP z. B. 320112312340                           | 3FFF0BBBUUUUP z. B. 3201012312340                                                         |
| Sachsen-Anhalt         | FFF/BBB/UUUUP z. B. 101/815/08154 | 3FFFBBBUUUUP z. B. 310181508154                           | 3FFF0BBBUUUUP z. B. 3101081508154                                                         |
| Schleswig-Holstein     | FF/BBB/UUUUP z. B. 29/815/08158   | 21FFBBBUUUUP z. B. 212981508158                           | 21FF0BBBUUUUP z. B. 2129081508158                                                         |
| Thüringen              | FFF/BBB/UUUUP z. B. 151/815/08156 | 4FFFBBBUUUUP z. B. 415181508156                           | 4FFF0BBBUUUUP z. B. 4151081508156                                                         |

Die Länge der Steuernummer variiert beim Standardschema der Länder zwischen 10 und 11 Ziffern. Das Bundesschema vereinheitlicht diese auf 13 Ziffern. Dabei stellen (F)FF die letzten zwei bzw. drei Ziffern der vierstelligen Bundesfinanzamtsnummer (BUFA-Nr.) dar. Außerdem steht BBB(B) für die Bezirksnummer innerhalb des Bereiches des jeweiligen Finanzamtes.
Sie ist in Nordrhein-Westfalen 4-stellig, ansonsten 3-stellig. (U)UUU ist die persönliche Unterscheidungsnummer.
Sie ist in Nordrhein-Westfalen 3-stellig, ansonsten 4-stellig. P ist eine einstellige Prüfziffer. Sofern bei einer elektronischen Übermittlung eine 13-stellige Steuernummer verlangt wird, ist zwischen der 4. und 5. Ziffer eine 0 einzufügen.

### Identifikationsnummer
2008 wurde für natürliche Personen eine bundeseinheitliche Steuer-Identifikationsnummer (TIN, Tax Ident Number) eingeführt, die bei einem Umzug gültig bleibt. Die Steuernummern mit von den Bundesländern festgelegten Formaten wurden entgegen früherer Planungen nicht abgeschafft, sondern parallel verwendet. Anhand der Steuernummer kann die Poststelle des Finanzamts erkennen, welches Arbeitsgebiet im Finanzamt zuständig ist.

## Österreich
Als Rechnungsmerkmal hat der leistende Unternehmer ab 2003 seine EU-Steuernummer (UID-Nummer) zu verwenden für im Inland ausgeführte Lieferungen und Leistungen.
Steuerpflichtige natürliche sowie juristische Personen erhalten vom Finanzamt eine eigene Steuernummer, unter welcher alle steuerlichen Aktivitäten gespeichert und geführt werden.
Die Abgabenkontonummer setzt sich zusammen aus der Finanzamtsnummer und Steuernummer. Im alltäglichen Sprachgebrauch wird häufig der Begriff Steuernummer als Synonym für die eigentlich gemeinte Abgabenkontonummer verwendet.

## Schweiz
Maßgebend für die Besteuerung natürlicher Personen war in der Schweiz bis zum 30. Juni 2008 die AHV-Nummer. Seit dem 1. Juli 2008 gilt die Versichertennummer. Diese umfasst
- den numerischen Ländercode 756 für die Schweiz gemäß dem Standard ISO 3166-1
- eine neunstellige, persönliche, „nicht sprechende“ Nummer sowie
- eine Prüfziffer (EAN-13).

Der Identifizierung „juristischer Personen“ in Steuersachen dient die Unternehmens-Identifikationsnummer (UID).

## Spanien
In Spanien werden folgende Steuernummern unterschieden:
- Número de Identificación Fiscal (NIF) – Steuernummer für Inländer
- Número de Identificación de Extranjeros (NIE) als Steuernummer für Ausländer.

Hierbei unterscheidet man nicht zwischen Steuernummer und Umsatzsteuer-Identifikationsnummer. Die NIF vereint beides. Früher gab es auch die Bezeichnung CIF – Código de Identificación Fiscal. Die NIF galt für Personen und die CIF für Unternehmen. Diese werden offiziell heute beide NIF genannt. Die Bezeichnung CIF wird in Spanien weiterhin benutzt.
Auch unterscheidet sich der Aufbau der NIF je nach Verwendung für Personen oder Unternehmen.

## Italien
In Italien umfasst die Steuernummer (codice fiscale) den Nach- und Vornamen, Geburtsdatum (+ Geschlecht), Geburtsort und Überprüfungsziffer.
Beispiel: „MST MXA 90L01 F205 F“ (Max Mustermann, 1. Juli 1990, Mailand). Männern werden die Ziffern des Geburtsdatums ohne Änderung zugeschrieben; Frauen wird 40 der Ziffer der Tage hinzugefügt (so, z. B., liefert 1. Juli 1990 für Frauen 90L41 als Ergebnis).
Zum Berechnen der italienischen Steuernummer gibt es z. B. einen Service.
Bei im Ausland geborenen Italienern und in Italien wohnhaften oder arbeitenden Menschen wird der Geburtsort durch einen Code für das Geburtsland ersetzt (von Z100 für Albanien bis Z337 für Simbabwe).
Die elektronische Bürgerkarte ermöglicht die digitale Kommunikation mit der italienischen Steuerverwaltung.

## Europäisches TIN-Portal
Da die meisten EU-Staaten Steuer-Identifikationsnummern (Tax Identification Numbers – TINs) nutzen, um Steuerpflichtige zu unterscheiden und die nationale Steuerverwaltung zu vereinfachen, veröffentlichte die EU-Kommission:
- Informationen über TINs der EU-Mitgliedsstaaten, darunter Beschreibungen der Strukturen und Besonderheiten nationaler TIN, Beispiele amtlicher Dokumente, die TINs enthalten, sowie nationale Kontaktstellen, die zur Veröffentlichung freigegeben wurden.
- ein Online-Prüfmodul, das die TIN-Syntax (den Algorithmus) oder, wenn diese nicht vorliegt, die TIN-Struktur prüft.

Es gibt bislang keine TIN auf EU-Ebene. Einige Länder weisen nicht automatisch Steuerpflichtigen eine TIN zu. Das Online-Prüfmodul prüft nicht die Identität einer Person und bestätigt nicht die Existenz einer TIN. Es wird überprüft, ob die Syntax (der Algorithmus) und/oder die Struktur der TIN korrekt ist. Falls ein Land keine Algorithmen mitteilte, wird nur die Struktur überprüft.